# GO・JO
GO・JO(ゴー・ジョー)は、かつてタイタンに所属していたお笑いコンビ。

## 経歴
阪田マサノブ、吉見幸洋のコンビ。阪田は、現在「劇団PUCHI-KEKA」主催の前田真ノ輔とのコンビ「Z-BEAM」を1992年に解散。その後、タイタンに移籍した1993年には「ジバ（後にPART TIMEガンジーに改名）」を結成。1996年、「GO・JO」を結成。シュールで演劇風なコントを展開していた。

## メンバー
- 阪田マサノブ
- 吉見幸洋
GO・JO解散後は阪田マサノブ同様に、高岡事務所に所属し、俳優として芸能活動を続けている。